# Técsy József
Técsy József (Hódmezővásárhely, 1866. február 13. – Szeghalom, 1904. január 4.) református lelkész.

## Életútja
Técsy József ügyvéd és Bartha Vilma fia. A főgimnázium nyolc osztályát szülővárosában végezte 1884-ben. A teológiát Debrecenben tanulta, ahol 1887-ben mint II. éves teológus tanítói oklevelet nyert. 1888-ban tette le a kápláni, 1890-ben pedig a papi vizsgát szintén Debrecenben. 1888. október 1-től november 1-ig Mezőtúron volt segédlelkész, ugyanaz 1888. november 1-től 1889. októberig Hódmezővásárhelyen, 1889. októbertől 1891. februárig Békésgyulán. 1891. június 11-én kajántói (Kolozs megye), 1893. február 12-én pedig szilágypaniti rendes lelkésszé választatott. 38 éves korában hunyt el tüdővészben.
Költeményei jelentek meg a Szentes és Vidéke, Hódmező-Vásárhely, Békés és Szilágy c. lapokban.

## Munkája
- Dalok. Szentes, 1889.